# Oripää
Oripää è un comune finlandese di 1317 abitanti, situato nella regione del Varsinais-Suomi.